# Coelognathus helena
Espèce
Synonymes
- Coluber helena Daudin, 1803
- Cynophis bistrigatus Gray, 1849
- Herpetodryas malabaricus Jerdon, 1854
- Elaphe helena (Daudin, 1803)
- Elaphe helena monticollaris Schulz, 1992

Coelognathus helena  ou Serpent ratier indien est une espèce de serpents de la famille des Colubridae.
Cette espèce est communément appelée Trinket Snake en anglais.

## Répartition
Cette espèce se rencontre :
- au Bangladesh ;
- en  Inde, dans les États d'Andhra Pradesh, Chhattisgarh, Karnataka, Kerala,  Madhya Pradesh, Maharashtra, Orissa et Tamil Nadu ;
- au Népal  ;
- à Sri Lanka, où elle est présente jusqu'à 900 m d'altitude.

Sa présence est incertaine au Pakistan.

## Description
Coelognathus helena mesure de 90 à 100 cm pour les mâles et de 120 à 130 cm (maximum observé 168 cm) pour les femelles.
Pour intimider ses ennemis, il se redresse et élargit son cou.
Il chasse et dévore des mammifères, essentiellement la nuit.

## Liste des sous-espèces
Selon The Reptile Database (27 août 2011) :
- Coelognathus helena helena (Daudin, 1803)
- Coelognathus helena monticollaris (Schulz, 1992)

## Taxinomie
Cette espèce, créée initialement sous le genre Coluber, a été reclassée au fil du temps dans différents genres (Herpetodryas Schlegel, 1837 ; Plagiodon Duméril & Bibron, 1854 ; Cynophis Günther, 1858 ; Coluber Boulenger, 1894 ; Elaphe Smith, 1943 puis enfin Coelognathus Helfenberger, 2001).
Elle reste bien souvent référencée sous Elaphe helena, à tort, dans de nombreuses sources.

## Publications originales
- Daudin, 1803 : Histoire Naturelle Générale et Particulière des Reptiles, vol. 6.
- Schulz, 1992 : Die geographischen Unterarten der Indischen Schmucknatter Elaphe helena (Daudin, 1803). Salamandra, vol. 28, no 1, p. 14-24.